# Carlos Pintado

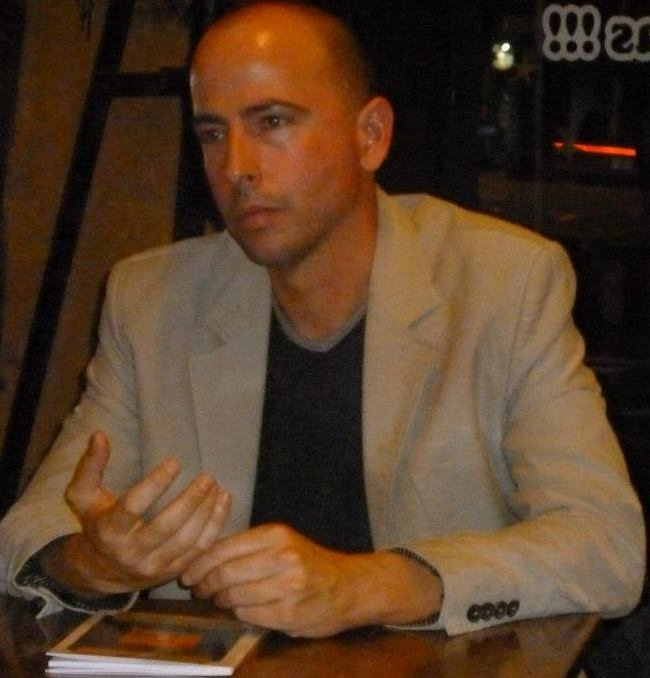
Carlos Pintado

Carlos Pintado Hernández (* 1974 in Pinar del Río) ist ein kubanisch-US-amerikanischer Dichter, Erzähler und Journalist.

## Leben
1996 erhielt er am Pädagogischen Institut von Pinar del Río einen Abschluss für englische Sprache und Literatur. 1997 siedelte er in die USA über und ließ sich in Miami nieder.
Im Jahr 2006 erhielt Carlos für sein Buch Autorretrato en azul den spanischen Premio Internacional de Poesía Sant Jordi.
Seine Gedichte, Geschichten und Texte wurden ins Englische, Deutsche, Türkische, Italienische und Französische übersetzt und sind in verschiedenen Anthologien und Zeitschriften erschienen, u. a. Ante elespejo (Madrid, 2008), Adiós (Madrid, 2006),  Aldabonazo en Trocadero 162 (Ed. Aduana Vieja, Madrid, 2008), Una voz en elabismo (Peru, 2007, Colección de poesía  Editorial Ego group, Inc, Miami), Antologíade la poesía cubana del exilio (AduanaVieja, Spain, 2011).
Im Jahr 2010 wurde vom South Beach Music Ensemble in mehreren US-Bundesstaaten das „Quintetosobre los Poemas de Carlos Pintado“, ein Klavier und Streichquintett, basierend auf den Gedichten von Carlos aufgeführt, welches von der amerikanischen Komponistin Pamela Marshall umgesetzt wurde. Carlos Pintados Rimas Tropicales wurden von Tania León musikalisch umgesetzt.
Carlos Pintado verfasste zudem das Buch The exile experience: a journey to freedom ein Projekt des kubanischen Musikproduzenten Emilio Estefan. Er arbeitete mit den kubanischen Musikern Gema und Pavel zusammen und im Jahr 2009 kam es zu einer Zusammenarbeit mit dem Schauspieler und Bildhauer Michel Hernandez an dem Projekt The Invention of the senses, eine Verschmelzung von Poesie und Skulpturen die nun auch im Katalog Espacio Abierto, einer Zeitschrift über die spanische Kultur in Miami zu sehen sind. Er arbeitete zudem an dem Projekt Free Soul Dance Company, das von Belma Suazo und dem internationalen Schauspieler Francisco Gattorno geschaffen wurde. Pintado arbeitete auch mit dem Vogue-Magazin zusammen und ist Herausgeber der Zeitschrift La Zorra y El Cuervo.

## Bücher (Auswahl)
- La Seducción del Minotauro (Kurzgeschichten, 2000)
- Autorretrato en azul (Poesie, 2006)
- Los bosques de Mortefontaine (Poesie, 2007)
- Habitación a oscuras (Poesie, 2007, Ediciones Vitruvio, ISBN 84-96830-26-8)
- Los Nombres de la noche (Poesie, 2008)
- El azar y los tesoros (Poesie, 2008)
- El árbol Rojo (Haikus)
- Rimas Tropicales (gesungen vom San Francisco Girls Chorus, musikalisch umgesetzt von Tania Leon)
- Sleep Idols "(Stück für Sopran, Klarinette, Violine, Cello und Piano, Première 2011 im Kaufam Center in New York).
- El unicornio y otros poemas (Anthologie, 2011)